# Municipio de Gillford
El municipio de Gillford (en inglés: Gillford Township) es un municipio ubicado en el condado de Wabasha en el estado estadounidense de Minnesota. En el año 2010 tenía una población de 572 habitantes y una densidad poblacional de 6,23 personas por km².

## Geografía
El municipio de Gillford se encuentra ubicado en las coordenadas 44°19′42″N 92°22′14″O / 44.32833, -92.37056. Según la Oficina del Censo de los Estados Unidos, el municipio tiene una superficie total de 91.78 km², de la cual 91,52 km² corresponden a tierra firme y (0,28 %) 0,26 km² es agua.

## Demografía
Según el censo de 2010, había 572 personas residiendo en el municipio de Gillford. La densidad de población era de 6,23 hab./km². De los 572 habitantes, el municipio de Gillford estaba compuesto por el 99,3 % blancos y el 0,7 % eran de una mezcla de razas. Del total de la población el 0,35 % eran hispanos o latinos de cualquier raza.